# Molain (Aisne)
Molain è un comune francese di 150 abitanti situato nel dipartimento dell'Aisne della regione dell'Alta Francia. Nel territorio comunale vi è la sorgente del fiume Selle.

## Società

### Evoluzione demografica
Abitanti censiti